# Hochtemperaturreaktor

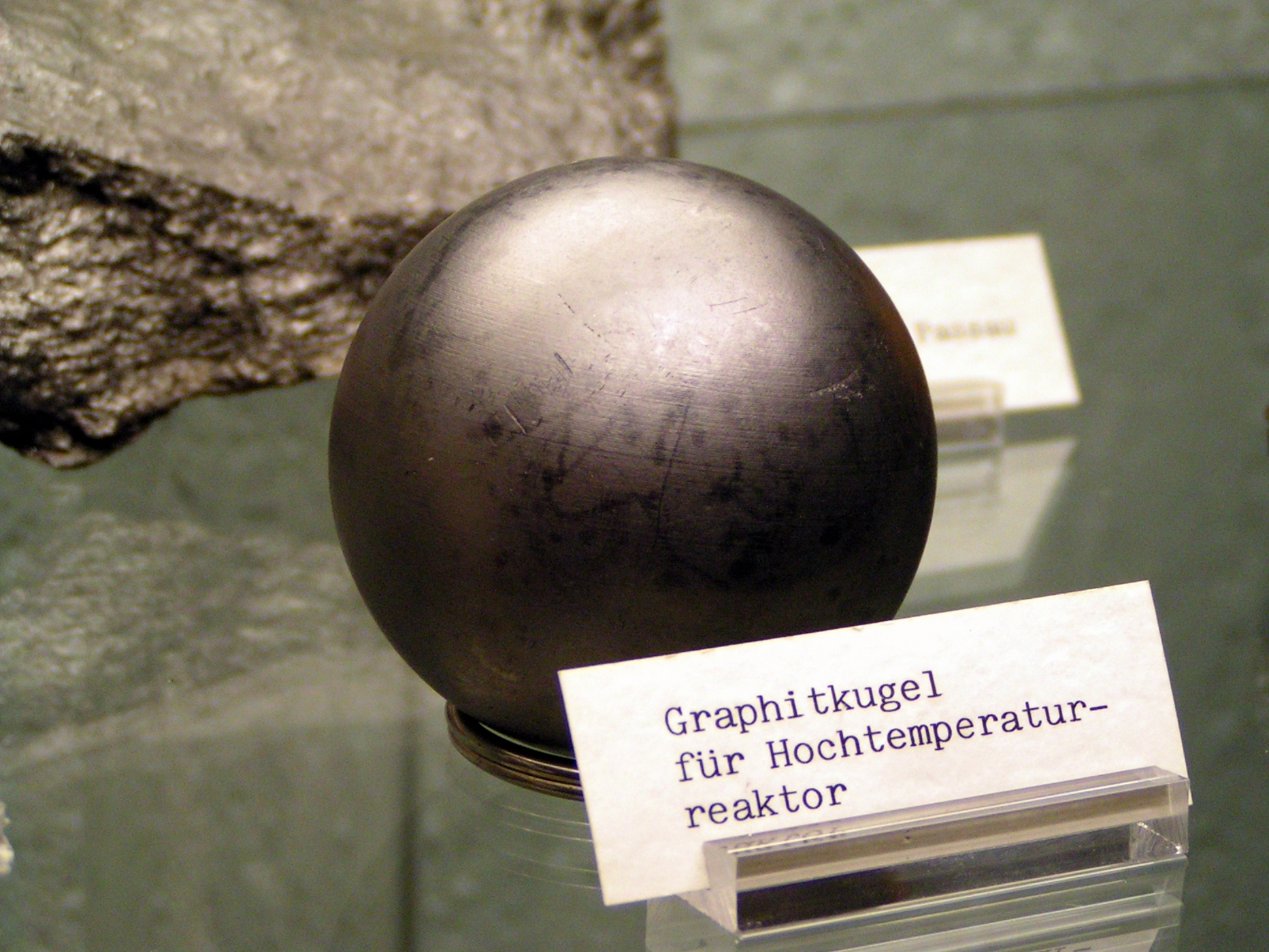
Moderatorkugel aus Graphit für Kugelhaufenreaktoren

Als Hochtemperaturreaktor (HTR) werden Kernreaktoren bezeichnet, die wesentlich höhere Arbeitstemperaturen ermöglichen als andere bekannte Reaktortypen. Erreicht wird dies durch die Verwendung eines gasförmigen Kühlmittels und keramischer statt metallischer Werkstoffe im Reaktorkern (Graphit als Moderator). 
Die Bezeichnung Hochtemperaturreaktor wird im Deutschen oft gleichbedeutend mit Kugelhaufenreaktor (englisch: pebble-bed reactor) benutzt. Dieser ist jedoch nur eine von verschiedenen möglichen Bauformen des HTR (siehe unten). HTR-Reaktoren sind eine eigene Variante der graphitmoderierter Kernreaktoren.

## Geschichte
Verschiedene kleine Hochtemperaturreaktoren wurden zwar seit den 1960er Jahren als Versuchsreaktoren jahrelang betrieben, aber dieser Dauerbetrieb wird im Rückblick unter anderem wegen ungewöhnlich großer Entsorgungsprobleme kritisch gesehen. Zwei größere Prototypen mussten 1989 schon nach kurzer Betriebszeit aufgegeben werden. Zwischen 1995 und 2010 fanden Kugelhaufenreaktoren international nochmals Beachtung. Es schien lange so als habe sich das Konzept wegen verschiedener Schwierigkeiten, wie dem Zusammenbruch eines südafrikanischen HTR-Bauprojektes, sowie mangelnder Wirtschaftlichkeit nicht etabliert. Unbemerkt von der breiten Öffentlichkeit ging die Entwicklung in China und den USA weiter.
In China wurde seit 1995 zunächst als Prototyp HTR-10 gebaut. Nach Baubeginn 2009 wurden in Shidao Bay zwei Reaktoren vom Typ HTR-PM mit jeweils 250 MW (thermisch) errichtet. Beide Reaktoren des Kernkraftwerk Shidaowan haben im September bzw. Oktober 2021 die erste Kritikalität erreicht. Einer der beiden Reaktoren wurde am 20. Dezember 2021 an das örtliche Stromnetz angeschlossen und ging damit in den produktiven Betrieb. 18 weitere Reaktoren dieser Bauart sollen am Standort folgen.
Dow Chemical Company beabsichtigt für das Werk in Seadrift (Port Lavaca, Texas) den Bau von vier Hochtemperaturreaktoren des Typs Xe-100, der im Rahmen des amerikanischen ARDP Programms vom US Department of Energy entwickelt wurde.

## Zweck der höheren Temperatur
Eine möglichst hohe Kühlmittelaustrittstemperatur (also die Temperatur, mit der das Kühlmittel den Reaktorkern verlässt) ist aus zwei Gründen erwünscht:
- Falls der Reaktor zur Stromerzeugung dient, macht eine höhere Kühlmittelaustrittstemperatur – wie bei jedem anderen Wärmekraftwerk – die Energiegewinnung wirtschaftlicher, da sie bei der Umwandlung der Wärmeleistung in mechanische Leistung einen höheren thermischen Wirkungsgrad ermöglicht.
  - Allerdings gestattet der zum Turbinenantrieb übliche Wasser/Dampfkreislauf aufgrund von Materialeigenschaften keine höheren Temperaturen als ca. 550 °C, sodass ein Wirkungsgradgewinn nur bis hin zu Primärkühlmitteltemperaturen von ca. 650 bis 700 °C auftritt. Die Tabelle zeigt auch, dass der reale Wirkungsgrad nicht nur von der Kühlmitteltemperatur abhängt.
  - Gasturbinen hätten den Vorteil höherer Arbeitstemperaturen und könnten zusätzlich mit nachgeschalteten Dampfturbinen Wirkungsgrade von bis zu 60 % erreichen (siehe Gas-und-Dampf-Kombikraftwerk). Gasturbinen für Großkraftwerke werden zwar seit Jahrzehnten intensiv untersucht, konnten aber im nuklearen Umfeld nicht zur Anwendungsreife geführt werden.
- Reaktoren können nicht nur zur Stromerzeugung, sondern auch zur Lieferung von Prozesswärme genutzt werden. Besonders wertvoll ist Hochtemperaturwärme (> 1000 °C), deren Erzeugung mit Very High Temperature Reactors (VHT) angedacht ist.

| Reaktortyp                  | Temperatur in °C | Carnot-Wirkungsgrad | Realer Wirkungsgrad |
| --------------------------- | ---------------- | ------------------- | ------------------- |
| Siedewasserreaktor          | 285              | 47 %                | 34–35 %             |
| RBMK                        | 285              | 47 %                | 31 %                |
| CANDU-Reaktor               | 300              | 48 %                | 31 %                |
| Druckwasserreaktor          | 320              | 50 %                | 33–35 %             |
| Brutreaktor, natriumgekühlt | 550              | 64 %                | 39 %                |
| Advanced Gas-cooled Reactor | 650              | 68 %                | 42 %                |
| Hochtemperaturreaktor       | 750              | 71 %                | 41 %                |

## Ausführung

### Kühlmittel
Die bisher bekannt gewordenen HTR-Konstruktionen verwenden das Edelgas Helium. Neben der vorteilhaften höheren Kühlmitteltemperatur soll die Verwendung von Gas statt einer Flüssigkeit als Kühlmittel die mechanische Abnutzung und die Korrosion der umströmten Teile verringern. Bei Kugelhaufen-HTR kommt es durch Abrieb jedoch zu so hohem Abtrag und Staubbildung, dass dieser theoretische Vorteil nicht ins Gewicht fällt.
Helium bietet im Vergleich zu Kohlenstoffdioxid (CO2), das in anderen gasgekühlten Reaktoren verwendet wird, die zusätzlichen Vorteile, dass es nicht chemisch verändert oder zersetzt werden kann und das Hauptisotop 4He durch Neutronenbestrahlung nicht aktiviert wird. Allerdings entsteht aus dem kleinen 3He-Anteil von 0,00014 % fast quantitativ Tritium. Außerdem werden in reinem Helium die Oxid-Schutzschichten auf Metallen zerstört. Geringe Mengen an Korrosionsmittel wie Wasserdampf im Helium können dies zwar beheben, aber nur auf Kosten einer ständigen Korrosion der Graphitkomponenten durch den Wasserdampf. Versuche, diesem Problem durch Einsatz korrosionsbeständiger keramischer Werkstoffe (z. B. Siliciumcarbid) zu begegnen, verliefen bisher selbst im Labormaßstab erfolglos. Helium diffundiert als einatomiges Gas sehr leicht durch feste Materialien, so dass eine Dichtigkeit gegen Helium schwer erreichbar ist. Der AVR-Reaktor (siehe unten) verlor 1 % seines Kühlmittels pro Tag, für neuere Reaktoren rechnet man mit 0,3 % pro Tag.
Ein weiterer Nachteil von Helium liegt darin, dass seine Viskosität mit steigender Temperatur zunimmt. Das kann dazu führen, dass heiße Bereiche weniger durchströmt und damit schlechter gekühlt werden. Dieser Effekt wurde als eine mögliche Ursache für die im AVR (Jülich) gefundenen überhitzten Bereiche diskutiert.
Heliumkühlung in Verbindung mit einem keramischen Core erhöht das Risiko von Kühlgasbypässen, da die verwendeten keramischen Komponenten – anders als Metalle – keine Helium-dichte Umschließung garantieren können und da ein Kugelhaufen einen hohen Strömungswiderstand aufweist. Solche Bypässe um das Core wurden ebenfalls als eine Ursache der überhitzten AVR-Bereiche diskutiert.
Heliumkühlung erfordert – wie jede Gaskühlung – hohe Systemdrücke für eine ausreichende Wärmeabfuhr. Damit werden Druckentlastungsstörfälle durch Lecks im Primärkreislauf zu einem deutlichen Risiko in aktuellen Kugelhaufenreaktorkonzepten, die alle kein Volldruckcontainment als zusätzliche Barriere enthalten. Um diesem Risiko zu entgehen, wurde als Alternative zu Helium eine Flüssigsalzkühlung vorgeschlagen, die einen drucklosen Betrieb ermöglicht. Entsprechende Untersuchungen zum Fluoride Cooled High Temperature Reactor (FHR) laufen im Rahmen des Generation-IV-Entwicklungsprogramms des Generation IV International Forum.

### Brennstoff, Moderator und Strukturmaterial
Der Kernbrennstoff wird in Form von coated particles (pebbles, siehe Pac-Kügelchen) verwendet, deren Pyrokohlenstoff- und (bei späteren Varianten) Siliciumcarbid-Hüllen den Austritt von Spaltprodukten verhindern sollen. Damit werden die sonst üblichen Brennstabhüllen ersetzt. Zudem soll durch entsprechendes Hüllmaterial die Gefahr der Korrosion verringert werden. Der Durchmesser eines coated particles liegt bei etwas weniger als 1 mm. Die Dicke der Hüllschichten liegt bei < 0,1 mm, was im Dauerbetrieb schon bei Temperaturen um 800 °C Spaltproduktfreisetzung durch Diffusion zu einem Problem werden lässt. Die Kügelchen werden mit weiterem Graphit, also reinem Kohlenstoff, als Strukturmaterial und Moderator umhüllt: Zur Brennelementherstellung werden die Brennstoffkügelchen in eine Masse aus Graphitpulver und Kunstharz eingebracht. Diese wird dann in der gewünschten Form des Brennelements durch Druck verfestigt und das Harz bei hoher Temperatur unter Luftabschluss ebenfalls in koksähnlichen Kohlenstoff umgewandelt. Graphit ist porös (20 %) und leistet daher nur einen geringen Beitrag zur Rückhaltung der Spaltprodukte.
Zwei verschiedene geometrische Formen der Brennelemente sind erprobt worden:
- in Großbritannien, Japan und USA prismatische Blöcke,
- in Deutschland tennisballgroße Kugeln, die im Reaktorbehälter eine lose Schüttung bilden (Kugelhaufenreaktor).

Ein kugelförmiges Brennelement von 6 cm Durchmesser enthält, abhängig von der Auslegung, zwischen 10.000 und 30.000 coated particles.
Mit derartigen Brennelementen sind theoretisch höhere Abbrände als bei Standard-Leichtwasserreaktoren erreichbar. Der Wegfall der metallischen Hüllrohre verbessert die Neutronenbilanz im Reaktor, denn die Neutronenabsorption im Graphit ist geringer als in den Hüllrohrwerkstoffen. Allerdings sind die bisher verwendeten Kugel-Brennelemente aus materialtechnischen Gründen (Dichtigkeit für Spaltprodukte) für hohe Abbrände nicht geeignet. Die real erreichbaren und aktuell (z. B. im Chinesischen HTR-PM) angestrebten Abbrände liegen mit ca. 100 % FIFA kaum über denjenigen von konventionellen Leichtwasserreaktoren, sodass sich auch keine bessere Brennstoffnutzung ergibt. Zudem konnte der HTR nicht als thermischer Thorium-Brüter realisiert werden, wie es ursprünglich geplant war, d. h., er erbrütete weniger Spaltstoff als er verbrauchte, während ein thermischer Brüter mit dem speziell dafür ausgelegten Leichtwasserreaktor Shippingport gelang. Mit einem aktuell erreichbaren Brutverhältnis von nur < 0,5 ist die für Kugelhaufenreaktoren verwendete Bezeichnung als Nahebrüter oder Hochkonverter daher kaum gerechtfertigt.
In allen Prototyp-HTR enthielten die überwiegende Zahl der Brennstoffkügelchen hochangereichertes, also waffenfähiges Uran und natürliches Thorium im Verhältnis 1:5 bis 1:10. Aus dem Thorium wird durch Neutroneneinfang und anschließende Betazerfälle 233U erbrütet. Das 233U wird teilweise zusätzlich zum 235U gespalten und so direkt zur Energiegewinnung mit ausgenutzt; das entspricht dem Erbrüten und der Verbrennung des Plutoniums bei Verwendung von 238U als Brutmaterial im Standardbrennstoff.
{\displaystyle \mathrm {^{232}_{\ 90}Th\ +\ _{0}^{1}n\ \longrightarrow \ _{\ 90}^{233}Th\ {\xrightarrow[{22,2\ min}]{\beta ^{-}}}\ _{\ 91}^{233}Pa\ {\xrightarrow[{26,97\ d}]{\beta ^{-}}}\ _{\ 92}^{233}U} }
Nachdem die US-Regierung 1977 die Ausfuhr von waffenfähigem Uran für HTR verboten hatte, wurde die Entwicklung vom Uran/Thorium- auf den klassischen niedrig angereicherten Uranbrennstoff (LEU, Anreicherung ca. 10 %) umgestellt. Letzterer ist auch bei derzeit aktuellen HTR als Referenzbrennstoff vorgesehen. Derzeit wird Thorium international zwar wieder stärker als Brutstoff diskutiert; allerdings sind Kugelhaufenreaktoren dabei kaum noch involviert, da eine effiziente Thoriumnutzung sowohl einen Brutreaktor als auch eine Wiederaufarbeitung erfordert: Beides ist bei Kugelhaufenreaktoren faktisch nicht zu gewährleisten. Aktuell wird daher insbesondere der Flüssigsalzreaktor zur Thoriumnutzung genannt. Insgesamt erwies sich die Thoriumnutzung bei Kugelhaufenreaktoren also als Sackgasse.

Schema eines Kugelhaufenreaktors

Die Kugel-Brennelemente können während des laufenden Betriebes von oben nachgefüllt und unten entnommen werden. Ist der Brennstoff noch unverbraucht, werden die Brennelemente oben wieder zugegeben, andernfalls aus dem Reaktor ausgeschleust. Der Kugelhaufenreaktor hat dadurch den Sicherheitsvorteil, dass er nicht wie andere Reaktoren mit einem größeren Brennstoffvorrat für z. B. ein ganzes Betriebsjahr beladen werden muss. Wird diese Möglichkeit ausgenutzt, müssen allerdings Zufuhr und Entnahme der Brennelemente ständig funktionieren, damit der Reaktor nicht unterkritisch wird. Ein Nachteil liegt darin, dass Reaktoren mit einer solchen Betriebsweise (ähnlich auch CANDU und RBMK) grundsätzlich zur Erzeugung von waffengeeignetem Plutonium oder 233U zugleich mit der Stromerzeugung genutzt werden können (Proliferationsgefahr). Ein weiterer wesentlicher Nachteil liegt darin, dass sich bei einem ständig bewegten Reaktorkern mit Brennelementen von unterschiedlichem Abbrand Unsicherheiten hinsichtlich der Brennstoffverteilung ergeben.
Im Betrieb der bisherigen Kugelhaufenreaktoren haben sich dieses „Kugelfließen“ und die Kugelentnahme als Schwachstellen herausgestellt. Über der Entnahmestelle bildeten sich häufig stabile, gewölbeartige Kugelpackungen, die das Fließen der Schüttung verhinderten und so die planmäßige Entnahme unmöglich machten. Außerdem fließen die Kugeln sehr ungleichmäßig, was zu zusätzlichen Störungen in der Kernbrennstoffverteilung führt.
Derzeitige Kugel-Brennelemente erlauben, wie Auswertungen von AVR-Erfahrungen sowie Nachuntersuchungen von bestrahlten modernen Brennelementen 2008–2010 ergeben haben, nur Nutztemperaturen von unter 750 °C, da sonst zu viele radioaktive metallische Spaltprodukte aus den Brennelementen freigesetzt werden. Ursache dieser Freisetzung ist Diffusion durch die nur weniger als 0,1 mm dicken Hüllschichten um den Kernbrennstoff. Damit sind die bisher anvisierten innovativen Prozesswärmeanwendungen wie Kohlevergasung zur Treibstofferzeugung oder Wasserstofferzeugung durch chemische Wasserspaltung außerhalb der aktuellen Möglichkeiten von Kugelhaufenreaktoren, da sie Nutztemperaturen von ca. 1000 °C erfordern. Gleiches gilt für Stromerzeugung mit Helium-Gasturbinen, die nur bei Temperaturen > 850 °C Wirkungsgradvorteile bietet. Wichtige Alleinstellungsmerkmale der Kugelhaufentechnologie sind damit in Frage gestellt, und der VHTR (Very High Temperature Reactor), der im Rahmen des Generation-IV Nuklearverbunds entwickelt werden sollte, ist in weitere Ferne gerückt. Ob Prozesswärmeanwendungen bei niedrigen Temperaturen (wie z. B. Prozessdampfnutzung zur Ausbeutung von Ölschiefern) mit Kugelhaufenreaktoren wirtschaftlich sein können, ist noch unklar.

### Leistungsdichte und Sicherheitseigenschaften
Die beim HTR, wie bei allen Graphitreaktoren, niedrige Leistungsdichte im Kern (max. etwa 6 MW/m³ gegenüber 100 MW/m³ bei Druckwasserreaktoren) beeinflusst dessen Sicherheitseigenschaften sowohl negativ als auch positiv. Die niedrige Leistungsdichte ist wegen der schlechteren Moderationseigenschaften von Graphit gegenüber Wasser nicht zu umgehen, denn es werden größere Moderatormengen benötigt. Der Vorteil von Leichtwasserreaktoren, in denen Wasser zugleich Kühlmittel und Moderator darstellt, kann nicht genutzt werden, was die Leistungsdichte weiter vermindert. Dies bedeutet einerseits, dass der HTR-Kern und der gesamte Reaktor für eine vorgegebene Reaktorleistung viel größer sind als ein vergleichbarer Reaktor anderen Typs und damit die Bau- und die Entsorgungskosten entsprechend höher liegen. Um den hohen Kosten zu begegnen, wird auf wichtige Sicherheitseinrichtungen verzichtet: So fehlt in aktuellen HTR-Konzepten ein druckhaltendes Containment, wie es in herkömmlichen Reaktoren standardmäßig vorhanden ist. Andererseits liegt in der geringen Leistungsdichte ein Sicherheitsvorteil: Die Wärmekapazität der großen Graphitmasse zusammen mit der Temperaturbeständigkeit von Graphit bewirkt, dass ein kleiner HTR sich bei Kühlungsverluststörfällen und einigen Typen von Reaktivitätsstörfällen („Leistungsexkursionen“) unempfindlich verhält. Ein zu schneller Reaktivitätsanstieg hätte aber auch beim HTR gravierende Folgen wie etwa ein Platzen der Brennelemente, eventuell sogar gefolgt von einem Behälterbersten.
Von Seiten der Kugelhaufen-HTR-Befürworter wird wegen der vorgenannten positiven Sicherheitseigenschaften bei Kernkühlungsstörfällen und einigen Reaktivitätsstörfällen häufig angeführt, dass kleine Kugelhaufenreaktoren sich inhärent sicher und sogar katastrophenfrei konstruieren lassen. Dieser Anspruch ist selbst bei den Befürwortern der Nukleartechnologienutzung umstritten: Häufiges Gegenargument ist, dass ein Kugelhaufen-HTR zwar keine Kernschmelze kennt, aber dafür andere sehr schwere Störfälle vorkommen können, die es wiederum in Leichtwasserreaktoren nicht gibt. Unfallrisiken bestehen insbesondere durch Luft- und Wassereinbrüche (siehe Störfall im AVR Jülich). Ein bei Luftzutritt denkbarer Brand der großen Graphitmenge, ähnlich wie bei der Katastrophe von Tschernobyl, könnte zur weiträumigen Verteilung gefährlicher Radioaktivitätsmengen führen. Wassereinbrüche können unter Umständen zur prompten Überkritikalität führen, ähnlich wie ein positiver Kühlmittelverlustkoeffizient in Reaktoren mit flüssigem Kühlmittel, oder zu chemischen Explosionen. Prompte Überkritikalität beim Wassereinbruch im Kugelhaufenreaktor wurde nach dem Tschernobyl-Unfall verstärkt untersucht, weil es Ähnlichkeiten von RBMK-Reaktor einerseits und Kugelhaufenreaktor bei Wassereinbruch andererseits gibt. Die Ergebnisse zeigen, dass es oberhalb eines Wassergehaltes von 50 kg/m³ im Leervolumen des Reaktorkerns zu einem positiven Temperaturkoeffizienten kommt. Solche Wasserdichten sind bei Kugelhaufenreaktoren nur mit flüssigem Wasser im Kern möglich. Weiterhin reicht die dabei mögliche Reaktivitätszunahme tief in den prompt überkritischen Bereich hinein (keff bis 1,04), so dass eine nukleare Leistungsexkursion eintreten kann. Die Dopplerverbreiterung würde zwar die nukleare Leistungsexkursion bremsen, aber ein vor Zerstörung des Reaktors wirksamer Effekt wäre in vielen Fällen nicht zu erwarten: Unter ungünstigen Bedingungen würde nämlich erst ein Temperaturanstieg im Brennstoff um ca. 2500 °C die Leistungsexkursion stoppen. Dabei spielt eine Rolle, dass in Gegenwart von Wasser das Neutronenspektrum weicher wird, was die bremsende Wirkung der Dopplerverbreiterung vermindert. Ein Sicherheitsgutachten von 1988 spricht daher vom Chernobyl-Syndrom des Kugelhaufenreaktors. Zur Wahrscheinlichkeit solcher Unfallszenarien gilt einerseits, dass eine Feuchtedetektion im Helium vom Reaktorschutzsystem mit Schnellabschaltung beantwortet wird. Andererseits hat es 1978 beim Jülicher Kugelhaufenreaktor AVR durch menschliches Versagen (ungenehmigte Manipulation am Reaktorschutzsystem, um den Reaktor trotz Feuchte in Betrieb nehmen zu können) für ca. drei Tage einen nuklearen Betrieb gegeben, während flüssiges Wasser in den Reaktor strömte. Ein anderes untersuchtes Störfallszenario mit dem Potential einer prompten Überkritikalität betrifft das Anfahren des Reaktors mit Brennelementen, die störfallbedingt mit Wasser vollgesogen sind.
Als grundsätzliche Sicherheitsprobleme von Kugelhaufenreaktoren nennt Moormann (s. auch hier) unter anderem:
- Die nicht mögliche Online-Kerninstrumentierung (black-box-Charakter der Reaktorkerns)
- Die unzureichende Rückhaltung von radioaktivem Cäsium und Silber durch die dünne Siliciumcarbidschicht der Brennstoffpartikel
- Die unzureichende Effizienz der Gasreinigungsmaßnahmen, die zu hohen Kontaminationen der Kühlkreislaufoberflächen führt
- Die starke Bildung von radioaktivem Staub
- Die hohe Reaktionsfähigkeit des Graphits gegenüber Luft und Wasserdampf
- Potentielle Überkritikalität bei Wassereinbruchstörfällen
- Das nicht hinreichend verstandene Kugelfließverhalten im Betrieb, das zu Unsicherheiten bei der Spaltstoffverteilung führt
- Das aus Kostengründen fehlende druckhaltende Containment
- Die unvorteilhaft großen Volumina an radioaktivem Abfall

Moormann hält die Charakterisierung des Kugelhaufenreaktors als katastrophenfrei und inhärent sicher für wissenschaftlich unredlich, unter anderem, da die oben dargestellten Risiken durch Wasser- und Lufteinbrüche dabei außer Acht gelassen werden. Auch von anderen deutschen Nuklearwissenschaftlern wurden Zweifel am Sicherheitskonzept der Kugelhaufenreaktoren artikuliert. Ebenso wird das Konzept der angeblichen inhärenten Sicherheit und Katastrophenfreiheit von weiten Teilen der Nuklearcommunity als nicht zielführend angesehen. Lothar Hahn äußerte schon 1986 zur angeblichen inhärenten Sicherheit des HTR: Diese geschickt eingefädelte Werbestrategie hat ohne Zweifel einen gewissen Erfolg gehabt, denn sie hat zu einer – selbst in der Atomenergiedebatte – beispiellosen Desinformation geführt. Wie kaum eine andere Behauptung der Atomindustrie beruht sie auf wissenschaftlich nicht haltbaren Annahmen und auf unzutreffenden Schlussfolgerungen.

### Einsatz und Verbleib des abgebrannten Brennstoffs
Die einzelnen Schritte zur Behandlung des eigentlichen Brennstoffs hängen vom Anreicherungsgrad des verwendeten Urans ab, der zwischen 10 % und 93 % des Isotops 235 liegen kann. Bei dem heute favorisierten LEU-Brennstoff (10 % Anreicherung) entspräche die Wiederaufarbeitung weitgehend der von LWR-Brennelementen.
Eine Wiederaufarbeitung von HTR-Brennelementen würde als ersten Schritt die Verbrennung des Graphits erfordern, wobei das gesamte entstehende radioaktive CO2 aufgefangen, als CaCO3 verfestigt und endgelagert werden müsste. Pro Brennelement von ca. 200 g Masse (davon ca. 7 bis 11 g Kernbrennstoff) würden allein aus dem Graphitanteil mehr als 1,1 kg endzulagerndes CaCO3 mit einem hohen Anteil an langlebigem 14C entstehen. Ein solches Verbrennungsverfahren wurde zwar entwickelt, wegen der hohen Kosten aber nie angewandt.
Eine Wiederaufarbeitung von HTR-Brennelementen gilt bisher insgesamt als unwirtschaftlich und derzeit wird daher die direkte Endlagerung des Atommülls favorisiert. Da die überwiegend aus Graphitmoderator bestehenden Brennelemente dann als Ganzes endgelagert würden, fällt jedoch mehr als das Zwanzigfache des Volumens an hochradioaktivem Abfall verglichen mit konventionellen Reaktoren an, was die Endlagerkosten im Vergleich zu konventionellen Reaktoren erheblich erhöht.

### Proliferationsgefahr
Speziell beim Kugelhaufenreaktor kann durch geringe Verweildauer des einzelnen Brennelements erreicht werden, dass relativ reines Plutonium-239 oder (bei Verwendung von Thorium als Brutstoff) Uran-233, also für Kernwaffen geeignetes Spaltmaterial entsteht. Somit kann dieser Reaktortyp ähnlich den CANDU- und RBMK-Reaktoren ein Proliferationsrisiko darstellen. D.A. Powers, Mitglied des US-Aufsichtsgremiums ACRS für Proliferationsfragen, kam 2001 zu dem Schluss, dass „Kugelhaufenreaktoren nicht proliferationsresistent sind“ und als „maßgeschneidert zur leichten Herstellung von Waffenplutonium“ anzusehen sind.
Der bei Thoriumverwendung in HTR erforderliche Einsatz von hochangereichertem Uran resultiert ebenfalls in größeren Proliferationsrisiken: So stellen die im Zwischenlager Ahaus befindlichen, nur teilweise abgebrannten ca. 600.000 Brennelementkugeln des nach kurzem Betrieb stillgelegten THTR-300 vermutlich ein deutliches Proliferationsrisiko dar, weil sie noch einen hohen Anteil an waffenfähigem Uran enthalten.

## Versuchs- und Prototypanlagen in Europa, den USA und Asien

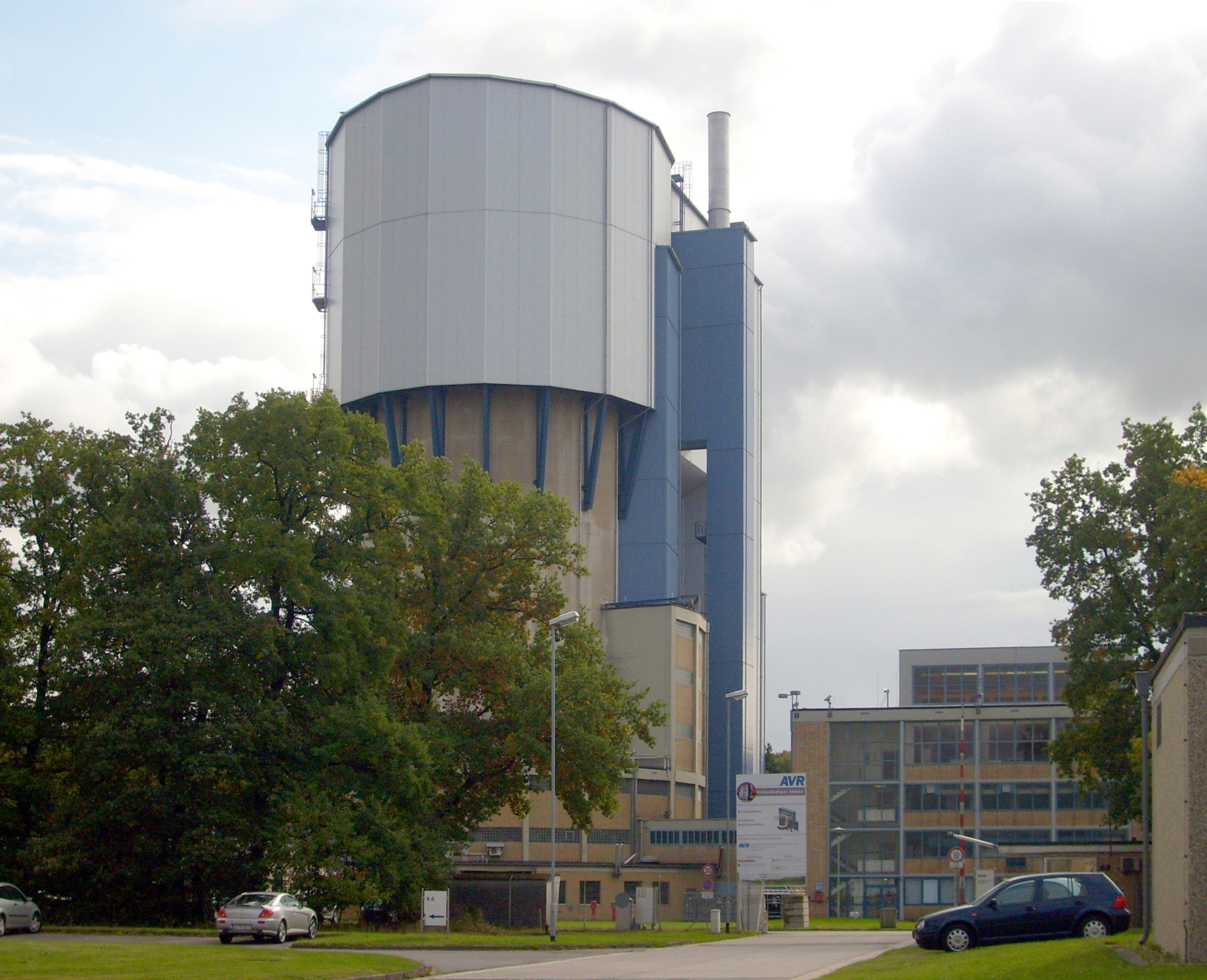
Hochtemperaturreaktor AVR im Forschungszentrum Jülich 2009 mit Materialschleuse zum Rückbau

In den 1960er Jahren ging der Versuchs-HTR DRAGON in Winfrith, Großbritannien, in Betrieb. Er hatte prismatische Brennelemente und 20 MW Wärmeleistung.
Es folgten vier HTR-Prototypkraftwerke:
- Kernkraftwerk Peach Bottom in USA (prismatische Brennelemente, elektrische Leistung 42 MW),
- AVR in Jülich, Deutschland (Kugelbrennelemente, elektrische Leistung 15 MW)

und in den 1970er Jahren
- Kernkraftwerk Fort St. Vrain in Colorado, USA (prismatische Brennelemente, elektrische Leistung 342 MW)
- Kernkraftwerk THTR-300 in Hamm, Deutschland (Kugelbrennelemente, elektrische Leistung 300 MW).

Die vorgenannten Anlagen wurden schon zwischen 1974 und 1989 wieder stillgelegt. Danach gab es zunächst nur noch kleine Versuchsanlagen: In Japan ist seit 1999 der HTTR (thermische Leistung 30 MW) mit prismatischen Brennelementen im Testbetrieb.
In China wurde der HTR-10 (thermische Leistung 10 MW) mit Kugelhaufencore 2003 kritisch.
Am 12. September 2021 wurde um 9:35 Uhr Ortszeit in Shidao Bay der erste HTR-PM (Generation IV) kritisch.
Eine Rückschau auf den Versuchsbetrieb des AVR aus Sicht der Befürworter legte der Verein Deutscher Ingenieure VDI im Jahr 1990 vor.

## Störfälle und Probleme
Beim AVR in Jülich kam es am 13. Mai 1978 zu einem gefährlichen Störfall: Infolge eines länger unbeachteten Lecks im Überhitzerteil des Dampferzeugers traten 27,5 t Wasser in den He-Primärkreislauf und damit in den Reaktorkern ein. Dies stellte einen der gefährlichsten Störfälle für einen Hochtemperaturreaktor dar: Wegen des positiven Reaktivitätseffekts des Wassers (Möglichkeit einer prompten Überkritikalität des Reaktors) und der möglichen chemischen Reaktion des Wassers mit dem Graphit können explosionsfähige Gase entstehen. Der Störfall blieb wahrscheinlich nur deshalb ohne schwere Folgen, weil der Kern nur Temperaturen unter 900 °C aufwies und das Leck klein blieb.
Im Jahr 1999 wurde entdeckt, dass der AVR-Bodenreflektor, auf dem der Kugelhaufen ruht, im Betrieb zerbrochen war und dass sich einige hundert Brennelemente im entstandenen Riss verklemmt haben bzw. hindurchgefallen sind. Die Brennelemente konnten größtenteils nicht entfernt werden.
2008 erschien ein Bericht von Rainer Moormann, Mitarbeiter im Forschungszentrum Jülich, in dem die übermäßige radioaktive Kontamination des Reaktors auf die bei diesem Reaktortyp prinzipiell unzureichende Überwachung des Reaktorkerns sowie einen länger andauernden Betrieb bei unzulässig hohen Temperaturen zurückgeführt wird. Dies habe u. a. dazu geführt, dass Spaltprodukte aus den Graphitkugeln austreten konnten. Moormann stellt die Frage, ob das Kugelhaufenprinzip überhaupt verantwortbar ist: Er sieht grundsätzliche Probleme von Kugelhaufenreaktoren, nicht nur ein AVR-Problem (siehe hierzu auch Leistungsdichte und Sicherheitseigenschaften). Für seine gegen erheblichen Widerstand von Befürwortern der Kugelhaufentechnik vorgenommenen Enthüllungen erhielt Moormann den Whistleblowerpreis 2011. Moormanns Veröffentlichungen haben zu dem ab 2010 zu verzeichnenden Niedergang in den internationalen Bemühungen um die Entwicklung von Kugelhaufenreaktoren, die es seit 2000 verstärkt gegeben hatte, beigetragen.
Der Bericht einer unabhängigen Expertengruppe zum AVR bestätigte 2014 die Einschätzungen von Moormann.

## Krebshäufigkeit in der Umgebung von HTR
Ein signifikantes Leukämiecluster um den AVR Jülich gab es ca. 1990. Die Häufigkeit von Schilddrüsenkrebs um den THTR-300 ist bei Frauen um ca. 64 % erhöht. In beiden Fällen ist strittig, ob die Ursache in radioaktiven Emissionen aus den HTR besteht.

## Entwicklung des Kugelhaufenkonzepts

### Bis 1990

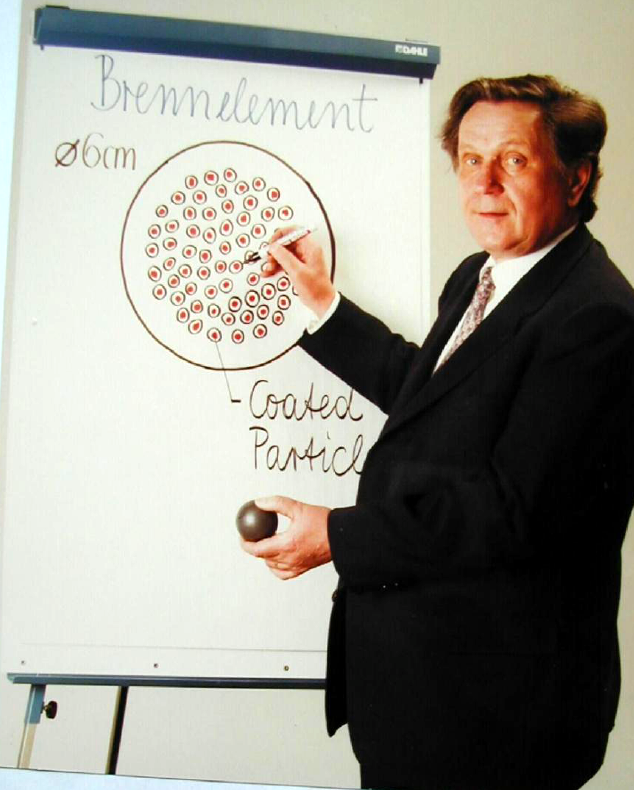
Rudolf Schulten

Die ersten grundlegenden Arbeiten und Patente zu Kugelhaufenreaktoren (Englisch:  pebble-bed reactors, PBRs) gehen auf den US-Wissenschaftler Farrington Daniels aus den 1940er Jahren zurück. Er initiierte zu dem damals auch Daniels pile genannten Kugelhaufenreaktor Forschungsarbeiten im Oak Ridge National Laboratory, die jedoch von Alvin Weinberg bald zugunsten der als aussichtsreicher eingeschätzten Leichtwasserreaktoren und Flüssigsalzreaktoren beendet wurden. In Australien wurde bis 1970 ebenfalls an Kugelhaufenreaktoren gearbeitet. Auf die Priorität von Daniels als Erfinder von Kugelhaufenreaktoren wird in Deutschland bisher kaum hingewiesen, vielmehr wird der Kugelhaufenreaktor fälschlicherweise überwiegend als Erfindung von Rudolf Schulten und als einziges allein in Deutschland entwickeltes Reaktorkonzept angesehen.
Entwicklungsarbeiten zum Kugelhaufenkonzept stammen von Rudolf Schulten und Mitarbeitern: Ab 1956 wurde von der Kraftwerksindustrie unter Schultens Leitung der AVR geplant und gebaut. Ab 1964 beschäftigte sich auch das Forschungszentrum Jülich, nachdem Schulten dort Institutsleiter geworden war, mit dem Kugelhaufenreaktor, der hier bis 1989 das zentrale Forschungsgebiet blieb. Erste Jülicher Planungen sahen Kugelhaufenreaktoren gekoppelt mit einer Magnetohydrodynamischen Stromerzeugung (MHD) vor. Dazu wurde in Jülich das Großexperiment ARGAS aufgebaut. Da MHD-Anlagen Heliumtemperaturen von mehr als 1500 °C voraussetzen, die bei weitem nicht bereitgestellt werden konnten, verlief diese Entwicklungslinie im Sande.
Einen ersten schweren Rückschlag erlitt das deutsche HTR-Projekt schon 1971, als sich die Firma Krupp, die zusammen mit BBC und NUKEM die industrielle Basis für HTR bildete, wegen ernster Zweifel am Kugelhaufenkonzept fünf Tage vor dem geplanten ersten Spatenstich für den THTR-300 vollständig aus der HTR-Technologieentwicklung zurückzog. Einen weiteren Rückschlag auch für Kugelhaufenreaktoren bedeutete die Entwicklung in den USA: Dort erlebten HTR im Zuge der ersten Ölkrise einen außerordentlich starken Aufschwung, da große Ölkonzerne wie Gulf und Shell sich auch finanziell massiv für HTR engagierten und auf deren Markteinführung drängten. So gelang es bis 1974, Aufträge und Optionen für HTR mit prismatischen Brennelementen mit einer elektrischen Leistung von insgesamt 10 GW zu erhalten, was unter den damaligen Verhältnissen als Durchbruch der HTR-Linie zu werten war. Wegen diverser ungelöster technischer HTR-Probleme mussten diese Aufträge unter Zahlung hoher Konventionalstrafen 1975 jedoch zurückgegeben werden, was zum vollständigen Ausstieg der Ölkonzerne aus der HTR-Technik führte. Diesen Rückschlag, der das Ende des Wettlaufs um die dominierende Reaktortechnik markierte und die Vorherrschaft von Leichtwasserreaktoren festschrieb, hat die HTR-Technologie nicht mehr überwinden können; die HTR-Technologie hatte sich im Vergleich zu Leichtwasserreaktoren als nicht ausreichend marktfähig erwiesen. Nach Einschätzung von Klaus Traube ist der HTR-Misserfolg auch darauf zurückzuführen, dass die HTR-Technologie auf militärischen Gas-Graphit-Reaktoren basierte, die zur Erzeugung von Waffenplutonium, aber nicht als Kraftwerk konzipiert waren, während die LWR-Technologie von Anfang an als Kraftwerk geplant war.
Die HTR-Entwicklungsarbeiten gingen in Deutschland dennoch bis zur vorzeitigen THTR-Stilllegung 1989 fast unvermindert, d. h. mit einer Personalkapazität von insgesamt 2000 bis 3000 Tätigen, weiter: Neben den Standardkonzepten zur Stromerzeugung über einen Wasser/Dampfkreislauf konzentrierte sich Jülich mit seinen Industriepartnern ab etwa 1970 auf die Entwicklung von Reaktoren mit Gasturbine (HHT-Projekt) sowie zur Kohlevergasung (PNP-Projekt). Zusätzlich gab es ein kleineres 1984 eingestelltes Projekt zur nuklearen Fernwärmeversorgung mit Kugelhaufenreaktoren (NFE-Projekt). Das HHT-Projekt erschien zunächst durch den Aufbau eines Heizkraftwerkes auf der Basis einer 50-MW-Heliumturbine mit konventioneller Kokereigasfeuerung (HKW 2 – Heizkraftwerk Oberhausen-Sterkrade der Energieversorgung Oberhausen AG) erfolgversprechend zu werden. Andauernde technische Probleme mit der komplizierten Turbinentechnik, insbesondere bei der Heliumdichtheit und der Lagerung der Hochdruckgruppe, führten ab 1983 jedoch schrittweise zum Ausstieg aus dem Projekt, da eine funktionsfähige Heliumturbine für höhere Temperaturen nicht entwickelt werden konnte: Auch die Jülicher Komponenten-Testanlage HHV wurde nach nur 14 Tagen Hochtemperaturbetrieb stillgelegt. Außerdem blieb das Problem der Kontamination der Gasturbine ungelöst, wodurch die erforderliche Turbinenwartung faktisch nicht möglich war. Die Prozesswärmeentwicklung krankte einerseits an für nukleare Anforderungen nicht ausreichend temperaturbeständigen metallischen Materialien: Eine hinreichende Langzeit-Beständigkeit war nur bis 900 °C garantiert, während eine effiziente Kohlevergasung 1000 °C erfordert hätte. Als weiteres Problem erwies sich starke Tritiumdiffusion aus dem Primärkreislauf in das Prozessgas bei hohen Temperaturen.
In den USA wurde der dem THTR-300 ähnliche Fort St. Vrain HTGR (prismatische Brennelemente, 330 MWel) nach insgesamt erfolglosem, kurzem Betrieb 1988 stillgelegt, was die US-Bemühungen um HTR weiter reduzierte. Nach der 1989 erfolgten Stilllegung des THTR-300 in Hamm nach nur 14 Monaten von Problemen begleitetem Volllastbetrieb wurde die staatliche Förderung für Kugelhaufenreaktoren auch in Deutschland stark eingeschränkt. Auch reaktorbauende Industrie und Elektrizitätsversorger zeigten nach 1990 kein Interesse mehr an Kugelhaufenreaktoren.

### Ab 2000
Deutsche Forschungszentren und Unternehmen sind oder waren an Projekten in der Volksrepublik China, sowie den mittlerweile eingestellten Projekten in Südafrika und Indonesien beteiligt, wo die Technik unter dem internationalen Namen PBMR (Pebble Bed Modular Reactor) bekannt ist und ab ca. 2000 eine Wiedergeburt erlebte. Die Entwicklung geht in Richtung kleinerer, dezentral untergebrachter und angeblich inhärent sicherer Reaktoren. Durch besonders geringe Leistung und Leistungsdichte sollen Gefahren vermieden werden, und durch die Modularität und den gleichen Aufbau der Kleinreaktoren sollen diese billig in größeren Mengen herstellbar werden. Geringe Leistungsdichte vergrößert jedoch die Baukosten und die Entsorgungsprobleme durch das zwangsläufig größere Abfallvolumen. Entwicklungsarbeiten zu Hochtemperaturreaktoren (vor allem zu HTR mit prismatischen Brennelementen) wurden beim MIT, der General Atomics (USA) und bei AREVA in Frankreich durchgeführt.

#### Südafrika
Die südafrikanische Regierung beendete im September 2010 das mit Unterstützung aus dem Forschungszentrum Jülich etablierte PBMR-Kugelhaufenreaktorprojekt (165 MWel) nach Investitionen von mehr als ca. 1 Mrd. Euro, da sich weder weitere Investoren noch Kunden finden ließen, und löste die Firma PBMR Ltd. weitgehend auf. Es wären weitere Investitionen in Höhe von mindestens 3,2 Mrd. Euro erforderlich gewesen. Ungelöste technische und sicherheitstechnische Probleme sowie ausufernde Kosten hatten Investoren und Kunden abgeschreckt. Ein weiterer Grund für das Scheitern des PBMR dürfte gewesen sein, dass die 2001 begonnenen Bemühungen um Zertifizierung des PBMR durch die US-Aufsichtsbehörde NRC erfolglos blieben. Das kann so interpretiert werden, dass der PBMR den US-Sicherheitsstandards nicht genügte; damit wären Exporte des PBMR generell kaum möglich gewesen. Die NRC hatte u. a. das Fehlen eines Volldruckcontainments bemängelt. Auch werden die Enthüllungen von Rainer Moormann zu Problemen der deutschen Kugelhaufenreaktoren häufig als ein Anstoß für das Scheitern des PBMR genannt. Die Beendigung dieses schon weit fortgeschrittenen Projekts führte zu einem deutlichen Rückgang der internationalen Bemühungen um die Entwicklung von Kugelhaufenreaktoren.
Das südafrikanische Unternehmen Stratek Global hat mit dem HTMR-100 einen solchen Reaktor im Angebot. Im August 2025 entschied sich Namibia für den Aufbau eines solches zur Stromversorgung einer geplanten Erdölraffinerie.

#### USA
In den USA wurde seit 2005 an einem fortgeschrittenen Kugelhaufenreaktor (PB-AHTR) gearbeitet, der einige sicherheitstechnische Nachteile des Standardkonzepts beseitigen soll: Der PB-AHTR sollte nicht mit Helium, sondern mit einer Salzschmelze gekühlt werden, was nahezu drucklosen Betrieb ermöglicht. Außerdem sollten die Kugeln in Kanälen geführt werden, was ein geregelteres Fließverhalten gestattet. Zudem lassen sich Kühlkreisläufe mit flüssigem Kühlmittel relativ leicht reinigen, anders als im Falle von Gaskühlung.
Ende 2011 wurde entschieden, die konkreten Entwicklungsarbeiten für das NGNP-Projekt, welches einen Hochtemperaturreaktor der 4. Generation zur Wasserstofferzeugung zum Ziel hatte, einzustellen und das NGNP-Projekt nur als Forschungsprojekt weiterzuführen, was mit einer erheblichen Verminderung der Fördermittel verbunden ist. Als Konsequenz daraus wurde Anfang 2012 festgelegt, die Forschungsarbeiten auf das französische ANTARES-Konzept mit prismatischen Brennelementen zu beschränken und die Kugelhaufenreaktoroption zurückzustellen. Der ursprünglich für ca. 2027 geplante NGNP-Reaktor sollte, um nicht zu viele radioaktive metallische Spaltprodukte aus den Brennelementen freizusetzen, im ersten Schritt auf eine Nutztemperatur von 750 °C beschränkt bleiben und damit noch keine Wasserstofferzeugung durch Wasserspaltung ermöglichen.
Das US Department of Energy hat ein Advanced Reactor Demonstration Program (ARDP) aufgelegt. Dabei wurde der Hochtemperaturreaktor namens xe-100 entwickelt. Jeder dieses SMR hat eine thermische Leistung von 200 MW und eine elektrische Leistung von 80 MW. Dow Chemical Company beabsichtigt für das Werk in Seadrift (Port Lavaca, Texas) den Bau von vier Hochtemperaturreaktoren des Typs Xe-100 mit einer Leistung von insgesamt 800 MW thermisch und 320 MW elektrisch. Die Reaktoren sollen Strom und Prozessdampf für die Chemieanlagen des Konzerns am Standort bereitstellen, was die Effizienz steigert. Mit der Standortbestimmung kann der Konzern nun bei der Nuclear Regulatory Commission eine Baugenehmigung für die Anlage nach der Part 50 Lizenzierung in zwei Schritten (Bau- und Betriebslizenz separat) beantragen. Der Bau der Anlage soll 2026 starten und bis 2030 den Vollbetrieb erreichen.

#### China
2003 gab die chinesische Regierung bekannt, bis zum Jahr 2020 dreißig Kernreaktoren des Kugelhaufentyps am Standort Shidaowan errichten zu wollen. 2010 wurde dieses Ziel auf vorerst nur einen Kugelhaufenreaktor HTR-PM der elektrischen Leistung 200 MWel reduziert; die damit entfallenden Kugelhaufenreaktoren sollen durch fünf zusätzliche LWR großer Leistung ausgeglichen werden, von denen zwei Anfang 2014 genehmigt wurden. Die Vorbereitungen zum Bau eines Prototyp-Kraftwerks (HTR-PM) mit einer thermischen Leistung von 250 MW begannen 2008. Als Folge der Nuklearkatastrophe von Fukushima wurde die schon erteilte erste Teilerrichtungsgenehmigung für den HTR-PM jedoch zurückgezogen und weitere Sicherheitsanalysen wurden angefordert. Im Dezember 2012 wurde der Bau gestattet. Am HTR-PM regte sich wissenschaftliche Kritik. Die Anlage sollte nach mehrjährigen Bauverzögerungen bis Ende 2020 mit einer elektrischen Leistung von 210 MW in Betrieb gehen. Die Entsorgungsproblematik von Kugelhaufenreaktoren wird von den chinesischen Projektverantwortlichen als mit geringem Aufwand lösbar dargestellt. Experimente am kleinen Kugelhaufenreaktor HTR-10 nahe Peking, der seit 2003 in Betrieb ist, sind Gegenstand einiger Veröffentlichungen. Seit 2005 ist der HTR-10 nur noch selten in Betrieb, was von Kugelhaufenbefürwortern auf die Priorisierung des HTR-PM zurückgeführt wird, von Kritikern aber mit technischen Problemen beim Kugelumwälzen in Verbindung gebracht wird. Ähnliches gilt für die in China geplante Entsorgungsstrategie zum HTR-PM. Anfang 2016 wurden weitere Pläne des Institute of Nuclear and New Energy Technology der Tsinghua University zum Bau eines kommerziellen Hochtemperatur-Kugelhaufenreaktors bekannt. Dieser steht in Shidaowan und wurde am 14. Dezember 2021 mit dem Netz synchronisiert. Das HTR-PM-Projekt hat im Dezember 2022 erstmals die volle Leistung erreicht. Ein weiterentwickeltes, größeres Kraftwerk, der HTR-PM 600, ist mit einer Kapazität von 600 MWe geplant, das sechs HTR-PM-Reaktorblöcke verwendet.

#### Polen
Im April 2011, also kurz nach der Nuklearkatastrophe von Fukushima, gab der Nuklearwissenschaftler Antonio Hurtado von der TU Dresden bekannt, dass es in Polen Überlegungen gibt, an der Grenze zu Deutschland einen Kugelhaufenreaktor zu bauen.
Die Leipziger Volkszeitung berichtete von Gesprächen zwischen der TU Dresden und polnischen Vertretern. Das sächsische Umweltministerium erklärte im Oktober 2011, es lägen ihm keine Informationen zu solchen polnischen Plänen vor. Nach polnischen Angaben beziehen sich diese vagen Überlegungen auch erst auf einen Zeitraum ab 2045. Die Ankündigung von Hurtado dürfte daher als Bestandteil der Werbekampagne Umsteigen statt Aussteigen der deutschen Kugelhaufencommunity nach der Fukushima-Katastrophe zu werten sein.
Am Beispiel des polnischen Kohlekraftwerkparks wurde untersucht, welche Auswirkungen es hat, wenn man statt kompletter Kraftwerke lediglich die Kessel bestehender teils recht junger Kohlekraftwerke durch kleine modulare Hochtemperatur-Kernreaktoren (SMR) ersetzt und den Rest der Infrastruktur übernimmt. Die Investitionskosten würden dadurch um ~28–35 % und die Stromgestehungskosten um 9–28 % im Vergleich zu neuen Kernkraftwerken gesenkt. Wenn die Nachrüstung von Kohlekraftwerken bis Ende der 2020er Jahre überall umgesetzt würde, könnten weltweit bis zu 200 Mrd. Tonnen CO2-Emissionen vermieden werden.

#### Deutschland
Derzeit (2013) wird am Kugelhaufen-HTR-Konzept in Deutschland nur noch in kleinem Umfang geforscht, und zwar an der TU Dresden, der GRS, der Universität Stuttgart sowie an RWTH Aachen / Forschungszentrum Jülich (FZJ): So wird am FZJ unter anderem der Großversuchsstand NACOK zur Untersuchung von Kugelhaufenreaktor-Problemen betrieben. Neben der Grundfinanzierung der beteiligten Institutionen stehen dafür unter anderem ca. 1 Mio. €/Jahr vom Bundeswirtschaftsministerium sowie EU-Drittmittel zur Verfügung. Eine detaillierte Beschreibung der Situation in Deutschland nach 1990 findet sich hier. Der Kerntechnikprofessor Günter Lohnert von der Universität Stuttgart, ein führender Vertreter der deutschen Kugelhaufen-HTR-Forscher, geriet 2008 unter Druck, nachdem er sich massiv auch für die umstrittene Kalte Fusion eingesetzt hatte (siehe insbesondere Kalte Fusion #Sonofusion). Nach längerer öffentlicher Diskussion beschloss der Aufsichtsrat des FZJ im Mai 2014, die HTR-Forschung in Jülich Ende 2014 einzustellen und die Versuchsstände stillzulegen.

#### Niederlande
In den Niederlanden wurde bis ca. 2010 in größerem Umfang an einem Kugelhaufenreaktorprojekt namens ACACIA gearbeitet. Diese Entwicklungsarbeiten wurden mittlerweile weitestgehend eingestellt.

#### Frankreich
Die französische HTR-Entwicklung konzentrierte sich auf einen HTR mit prismatischen Brennelementen nach US-Vorbild. Sie wird derzeit von der US-Tochter des französischen Areva-Konzerns weiterverfolgt.

#### Vereinigtes Königreich
„Die britische Regierung bezeichnet die Reaktoren der Generation IV als fortgeschrittene, modulare Reaktoren (AMR) und grenzt sie von den wassergekühlten SMR ab, die auf großen Reaktoren der Generation III basieren. Zu den AMR gehören auch die HTGR, welche Ende Dezember 2021 von Großbritannien als bevorzugte AMR-Technologie ausgewählt und bestätigt wurde. Sie sollen flexibel einsetzbar sein und neben der Stromproduktion auch zur Dekarbonisierung der Industrie beitragen. Um Baukosten zu sparen werden die transportierbaren Module der HTGR in einer Fabrik vorgefertigt und getestet.“ „Die Projektphase A des AMR RD&D-Programms läuft vom Frühling 2022 bis Anfang 2023.“ „In Phase B gehe es darum, «zwei HTGR-Front-End-Designs (FEED) zu erstellen, die reif genug sind, um der behördlichen Prüfung unterzogen zu werden, damit verbundene Forschungs- und Entwicklungsaktivitäten durchzuführen und robuste Ausführungspläne für eine mögliche Phase C zu erstellen», schrieb das BEIS.“ „Wenn sich die britische Regierung für die Durchführung von Phase C entscheide, werde für einen HTGR ein Detaildesign erstellt sowie dieser darauf basierend gebaut und in Betrieb genommen, schrieb das BEIS in den Ausschreibungsleitlinien zur Phase B.“ „Am 13. Dezember 2022 hat das BEIS dazu neue Unterstützungsgelder in der Höhe von GBP 77 Mio. angekündigt. Diese beinhalten GBP 60 Mio. für die nächste Projektphase B des Demonstrationsprogramms.“

## Militärische Anwendung
Es sind einige militärische Kugelhaufenreaktorprojekte bekannt geworden:
Von 1983 bis 1992 gab es im Rahmen des projektierten US-Raketenabwehrsystems SDI unter dem Namen Timberwind Arbeiten zur Entwicklung eines nuklearen Raketenantriebs mit Kugelhaufenreaktor. Mit dem Ende von SDI wurde Timberwind ebenfalls eingestellt.
Kugelhaufenreaktoren gelten als geeignet zur Erzeugung von Tritium, welches für den Bau von Wasserstoffbomben benötigt wird. Siemens und die US-Firma General Atomics erarbeiteten bis 1989 ein Angebot eines Tritium-Produktionsreaktors für das US-Verteidigungsministerium auf der Basis des HTR-Modul200-Kugelhaufenreaktorkonzepts. Nach Presseberichten wurde das Projekt unter anderem deshalb nicht akzeptiert, weil Siemens zeitgleich einen zivilen HTR-Modul200 in der Sowjetunion anbot.
Die südafrikanische Apartheid-Regierung plante 1991 die Aufrüstung von U-Booten mit einem Kugelhaufenreaktor-Antrieb zu Atom-U-Booten zum Zwecke der sicheren Aufbewahrung der vorhandenen sechs Atombomben. Die Wahl war trotz der niedrigen Leistungsdichte auf Kugelhaufenreaktoren gefallen, weil andere Nukleartechnik wegen des internationalen Embargos nicht verfügbar war. Dieses militärische Projekt wurde nach Demontage der sechs südafrikanischen Atombomben 1993 in das vorgenannte, mittlerweile aufgegebene, zivile PBMR-Projekt übergeleitet, auch um den an der Atomwaffenherstellung beteiligten Personen eine berufliche Perspektive zu geben.